# Kostas Simitis
Konstantinos „Kostas“ Simitis (řecky Κωνσταντίνος Σημίτης; 23. června 1936 – 5. ledna 2025) byl řecký socialistický politik, který zastával funkci premiéra Řecka v letech 1996–2004. Ve stejné době byl předsedou strany Panhelénské socialistické hnutí (Πανελλήνιο Σοσιαλιστικό Κίνημα) známé pod zkratkou PASOK. Ve vládách svého předchůdce Andrease Papandreoua zastával řadu funkcí, byl ministrem zemědělství (1981–1985), ministrem hospodářství (1985–1987), ministrem školství (1989–1990), ministrem obchodu a souběžně ministrem průmyslu (1993–1995).

## Smrt
Simitis byl 5. ledna 2025 nalezen ve svém prázdninovém domě západně od Athén v bezvědomí a bez pulsu. Byl převezen do nemocnice v Korintu, kde týž den zemřel. K určení příčiny smrti byla nařízena pitva. Řecká vláda vyhlásila v zemi čtyřdenní smutek a zahájila přípravu státního pohřbu.

## Vyznamenání
- rytíř velkokříže Řádu Isabely Katolické – Španělsko, 22. května 1998 – udělil španělský král Juan Carlos I.[2]
- Řád bílé hvězdy I. třídy – Estonsko, 14. května 1999[3]
- Národní řád za zásluhy – Malta, 14. listopadu 2002[4]
- velkokříž Řádu prince Jindřicha – Portugalsko[5]